# Neil Peart
Neil Ellwood Peart (ur. 12 września 1952 w Hamilton, zm. 7 stycznia 2020 w Santa Monica) – kanadyjski perkusista rockowy. Muzyk zespołu Rush, autor większości tekstów do muzyki grupy.
Jest także autorem pięciu książek, w tym osobistych reportaży z jego motocyklowych wypraw przez Afrykę The Masked Rider (1996) i Amerykę Północną Ghost Rider (2002) oraz podręczników gry na perkusji Drum Techniques of Rush i More Drum Techniques of Rush.
W 2007 roku muzyk został sklasyfikowany na 22. miejscu listy 50 najlepszych perkusistów rockowych według „Stylus”. W 2009 roku w plebiscycie magazynu branżowego „Drum!” po raz trzeci został wyróżniony tytułem „najlepszego perkusisty progrockowego”.
Zmarł na nowotwór mózgu.

## Życiorys

### Młodość
Spędził wczesne dzieciństwo na rodzinnej farmie w Hagersville, przedmieściach Hamilton. Miał trójkę rodzeństwa – brata Danny’ego oraz siostry Judy i Nancy. Kiedy Neil miał dwa lata, cała rodzina przeprowadziła się do St. Catharines. W tym czasie jego ojciec zaczął pracę w fabryce Dalziel Equipment. W 1956 nastąpiła kolejna przeprowadzka, do innej dzielnicy, Port Dalhousie. Peart chodził do szkoły Gracefield a następnie naukę kontynuował w Lakeport Secondary School. Swoje dzieciństwo opisywał jako szczęśliwe, „zwykłe radości i zwykłe smutki”, podkreślał ciepłą atmosferę panującą w domu. Większość czasu spędzał w rodzinnym mieście, jeżdżąc na rowerze, pływając w jeziorze. W wieku 10 lat, podczas zabawy, omal nie utonął w wodach Ontario. Jego pierwszą pracą było plewienie pola ziemniaków – po trzech dniach otrzymał wynagrodzenie w wysokości trzech dolarów. Jako nastolatek zaczął interesować się muzyką. Dostał w prezencie radio tranzystorowe, dzięki któremu mógł słuchać audycji muzycznych nadawanych przez stacje w Toronto, Hamilton czy Buffalo ze Stanów Zjednoczonych.
Jego pierwszym doświadczeniem jako muzyka, były lekcje na pianinie, które – jak sam przyznawał w filmie „A Work in Progress” – nie miały na niego zbyt wielkiego wpływu. Miał inne upodobanie, wystukiwanie rytmu na wszystkim co było dookoła, za pomocą pałeczek do jedzenia ryżu. Ostatecznie więc, na swoje trzynaste urodziny, rodzice kupili mu pierwsze prawdziwe pałeczki perkusyjne, zabawkową perkusję oraz zamówili chłopcu lekcje u Dona George’a w Peninsula Conservatory of Music. Obiecali mu także, że jeśli wytrwa w nauce grania przez co najmniej rok, to dostanie prawdziwy zestaw. Dotrzymali słowa. W swoje czternaste urodziny, Peart mógł cieszyć się obiecanym prezentem. Wkrótce odbył się jego sceniczny debiut, z okazji Wigilii wystąpił w St. Johns Anglican Church Hall w rodzinnym mieście. Niedługo potem dołączył do swojej pierwszej grupy o nazwie The Eternal Triangle. Zespół wystąpił w Lakeport High School, wykonując m.in. piosenkę pod tytułem „LSD Forever”. Wtedy też Neil wykonał przed publicznością swoje pierwsze solo. Przez swoje zamiłowanie do bębnienia na wszystkim co było możliwe, przez nieustanne myślenie o grze na perkusji, miewał kłopoty w szkole – jeden z nauczycieli określił go jako „opóźnionego w rozwoju”. Nie miał też zbyt wielu przyjaciół. Mieszkańców St. Catharinas określił jako „miłych i przyjaznych ale pod warunkiem że jesteś tacy jak oni sami”.
Będąc nastolatkiem, znalazł pracę w Lakeside Park, znajdującym się nad brzegiem jeziora Ontario. Przeżycia i wspomnienia z tego okresu stały się później inspiracją do tekstu piosenki „Lakeside Park” z trzeciej płyty Rush Caress of Steel. Generalnie jednak, nie przykładał się do pracy, co ostatecznie sprawiło, że został zwolniony. W następnych latach grał w lokalnych grupach, takich jak Mumblin’ Sumpthin’, the Majority, czy JR Flood. Zespoły te koncertowały w okolicznych miejscowościach południowego Ontario – Mitchell, Seaforth czy Elmira. Dotarły także nieco na północ, do Timmins. Każdy wtorek, Peart spędzał na niekończących się jam sessions w Niagara Theatre Centre.

### Wyjazd do Europy
W wieku osiemnastu lat, Peart zdecydował się aby spróbować szczęścia za oceanem, w Londynie. Mimo że znalazł posadę w kilku różnych zespołach oraz udało mu się dorywczo pracować, zmuszony był ostatecznie zostać sprzedawcą w sklepie The Great Frog, z pamiątkami dla turystów. Podczas pobytu w stolicy Anglii, zetknął się po raz pierwszy z literaturą Ayn Rand, która wywarła na niego duży wpływ, co było szczególnie widoczne na niektórych, późniejszych płytach Rush, takich jak Fly by Night czy 2112.
Po osiemnastu miesiącach spędzonych na Wyspach, stwierdził ostatecznie że to droga prowadząca donikąd, był tak rozczarowany, że w ogóle porzucił myśl aby zostać profesjonalnym muzykiem. Podjął więc decyzję o powrocie do St. Catharines, po czym rozpoczął pracę w Dalziel Equipment, gdzie był zatrudniony również jego ojciec.

### Dołączenie do Rush

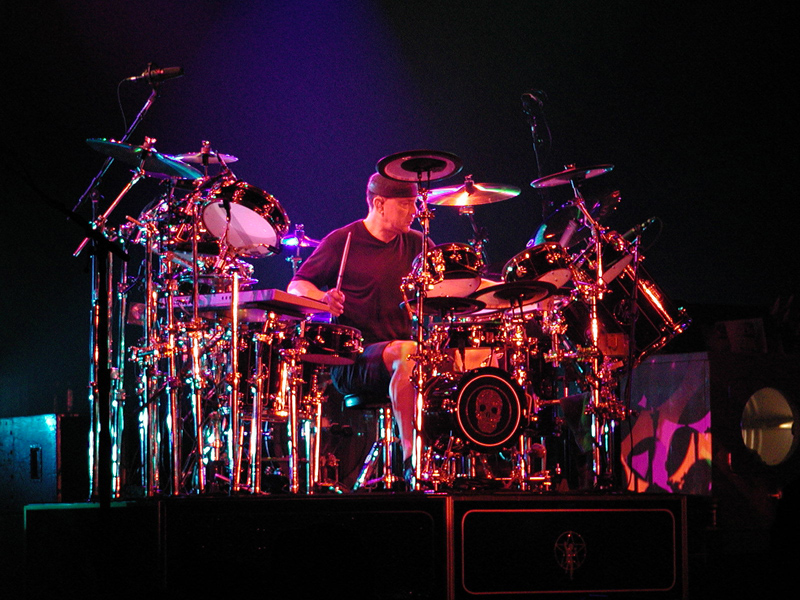
Neil Peart, 2004

Mimo objęcia regularnej posady, świat muzyki upomniał się o niego i został zwerbowany do miejscowego zespołu o nazwie Hush. Grupa koncertowała głównie w klubach i okolicznych restauracjach. Wkrótce, jego koledzy i znajomi zdołali go przekonać aby udał się na przesłuchania organizowane przez, pochodzącą z Toronto, grupę Rush. Zespół ten miał na swoim koncie pierwszą płytę a na skutek kłopotów zdrowotnych ówczesnego perkusisty, Johna Rutseya, szukał kogoś na jego miejsce. Geddy Lee i Alex Lifeson opisywali potem pojawienie się Pearta w sposób humorystyczny. Przyjechał on bowiem, ubrany w krótkie spodenki, w starym, zdezelowanym samochodzie, z perkusją upchnięta z tyłu, walającą wśród puszek po napojach. Peart wspominał przesłuchanie jako „kompletną katastrofę”, ale Lee był innego zdania. Geddy jednak musiał przekonać Alexa, gdyż na początku gitarzysta miał mieszane uczucia. Po dyskusji przyjęli go jednak do zespołu, podobał im się bowiem jego styl, który kojarzył im się ze sposobem grania Keitha Moona z The Who. Oficjalnie, Neil dołączył do grupy 29 lipca 1974, na dwa tygodnie przed rozpoczęciem pierwszego tournée zespołu po USA. Na tę okoliczność perkusista nabył srebrny zestaw Slingerland, na którym zagrał podczas pierwszego wspólnego występu 14 sierpnia 1974 roku, jako suport Uriah Heep i Manfred Mann, przed 11 tysięczną publicznością w Civic Arena w Pittsburghu.

### Pierwsze lata z Rush
Peart, oprócz grania na perkusji, zaczął pełnić rolę głównego autora tekstów w zespole, zresztą pisał już przed dołączeniem do Rush. Poza tym Lee i Lifeson byli zainteresowani raczej tworzeniem muzyki, dlatego chętnie pozbyli się tego obowiązku.
Pierwsza wspólnie nagrana płyta – Fly by Night – okazała się sukcesem, grupa zdobyła nagrodę Juno Award, w kategorii obiecujący zespół. Jednakże kolejne dzieło, Caress of Steel, okazało się rozczarowaniem i spotkało się z niezbyt dobrym przyjęciem ze strony zarówno fanów, jak i krytyków muzycznych. Ze szczególną niechęcią odbiorcy odnieśli się do długiego i rozbudowanego utworu „The Fountain of Lamneth”. Swoistą odpowiedzią Pearta był tekst do „2112”, pochodzącego z tak samo zatytułowanej płyty, wydanej rok później. Dzieło to okazało się przełomowe dla Rush i zespół zaczął grać koncerty w większych obiektach, czego kulminacją był występ, zorganizowany trzy wieczory z rzędu, w Massey Hall, w Toronto. O czymś takim Peart marzył, grając po klubach Ontario, na dodatek Lee zaczął przedstawiać go jako „profesora perkusji”.
Razem z Rush, Peart wyjechał ponownie do Anglii na Northern European Tour, po zakończeniu którego zespół został w Wielkiej Brytanii i nagrał dwa albumy – w 1977 A Farewell to Kings, w roku następnym Hemispheres. W tym czasie Rush dawał około 300 koncertów rocznie, dodatkowo nagranie pięciu albumów w ciągu czterech lat, spowodowało, że grupa podjęła decyzję o zmianie stylu pracy w przyszłości. Peart wspominał czas w zespole do tego momentu jako „ciemny tunel”.
Dalsza kariera perkusisty była prawie w całości związana z historią zespołu Rush.

### Buddy Rich Tribute
W 1992 roku Peart został zaproszony przez córkę Buddy’ego Richa, Cathy Rich, do wzięcia udziału w koncercie Buddy Rich Memorial Scholarship Concert, który miał się odbyć w Nowym Jorku. Peart, początkowo wręcz przestraszony propozycją, ostatecznie się zgodził i zagrał wraz z Buddy Rich Big Band. Przedsięwzięcie okazało się sukcesem i Peart nagrał dwa albumy Burning for Buddy: A Tribute to the Music of Buddy Rich, wydane w 1994 i 1997 roku. Sam przyznawał jednak: „Wciąż miałem męczące przeświadczenie, że jedynie imitowałem styl (Buddy’ego Richa) a tak naprawdę wcale go nie czułem”.
Na początku 2007 roku, Cathy Rich ponownie zaczęła go namawiać aby zorganizować koncert poświęcony pamięci swojego ojca. Tym razem Peart postanowił przygotować się formalnie i zaczął ćwiczyć pod kierunkiem Petera Erskine’a, który miał mu pomóc w lepszym opanowaniu techniki swingu. Koncert, pod nazwą Buddy Rich Memorial Concert, ostatecznie odbył się 18 października 2008 roku, w Nowym Jorku w York's Hammerstein Ballroom.

### Rodzinna tragedia
Lata 1997 i 1998 okazały się tragiczne dla Neila Parta. 10 sierpnia 1997, na autostradzie 401 niedaleko Brighton, w wypadku samochodowym zginęła dziewiętnastoletnia córka Selena Taylor. Dziesięć miesięcy potem, 20 czerwca 1998, zmarła na raka jego żona, Jacqueline Taylor. Peart opisywał jej śmierć jako „powolne samobójstwo, apatia. Po prostu nic ją nie obchodziło”. W swojej książce “Ghost Rider: Travels on the Healing Road” opisał jak po pogrzebie żony oświadczył kolegom z zespołu aby uznali że przechodzi na emeryturę. Perkusista udał się następnie w podróż swoim motocyklem. Przebył wówczas dystans około 88 000 kilometrów, przemierzając Północną i Centralną Amerykę. Po powrocie zdecydował się na wznowienie współpracy z Rush, wydał także wspomnianą już książkę „Ghost Rider: Travels on the Healing Road”, w której opisał swoją emocjonalną podróż po stracie rodziny.

### Nowy rozdział w życiu
Podczas wizyty u Andrew MacNaughtana, długoletniego nadwornego fotografa Rush, w Los Angeles, Peart został przedstawiony Carrie Nuttall, z którą wziął ślub 9 września 2000 roku. Na początku 2001 oświadczył swoim kolegom że jest gotowy wrócić do zespołu. Płytą nagraną po reaktywacji był Vapor Trails z 2002 roku. Rush udał się na tournée promujące nowe dzieło. Jeszcze przed jego rozpoczęciem postanowiono, że Peart nie będzie brał udziału w żadnych konferencjach prasowych ani innych spotkaniach z dziennikarzami. Perkusiście, który nigdy nie przepadał za tego typu wydarzeniami, chciano oszczędzić niekończących się pytań dotyczących jego rodzinnej tragedii. Od wydania Vapor Trails, Peart kontynuował pracę w Rush do momentu zakończenia swojej kariery muzycznej w grudniu 2015. W lipcu 2009 Neil ogłosił, że wraz z żoną spodziewają się narodzin ich pierwszego dziecka – 12 sierpnia 2009 roku na świat przyszła córka, Olivia Louise Peart.

### Śmierć
Peart chorował na nowotwór mózgu. Zmarł na tę chorobę 7 stycznia 2020.

## Wideografia
- A Work in Progress, Miami, Florida, Warner Bros. Publications, 2002, ISBN 0-7579-9029-0, VHS 1996; DVD 002.
- Anatomy of A Drum Solo, S.l., Hudson Music, Distributed by Hal Leonard, 2005, ISBN 1-4234-0700-8
- Taking Center Stage: A Lifetime Of Live Performance, 2011, DVD[21]

## Filmografia
- Stary, kocham cię (jako on sam, 2009, film fabularny, reżyseria: John Hamburg)[22]
- Rush: Beyond the Lighted Stage (jako on sam, 2010, film dokumentalny, reżyseria: Sam Dunn, Scot McFadyen)[23]
- Uwaga! Mr. Baker (jako on sam, 2012, film dokumentalny, reżyseria: Jay Bulger)[24]

## Książki
- Ghost Rider: Travels on the Healing Road, 2002, Ecw Press, ISBN 978-1-55022-548-8
- The Masked Rider: Cycling in West Africa, 2004, Ecw Press, ISBN 978-1-55022-665-2
- Traveling Music: The Soundtrack to My Life and Times, 2004, Ecw Press, ISBN 978-1-55022-664-5
- Roadshow: Landscape With Drums: A Concert Tour by Motorcycle, 2006, Rounder Books, ISBN 978-1-57940-142-9
- Far and Away: A Prize Every Time, 2011, Ecw Press, ISBN 978-1-77041-058-9[25]